# Wesley Blake
Cory Weston (né le 4 septembre 1987 à San Antonio, Texas) est un catcheur américain. Il est connu pour avoir travaillé à la World Wrestling Entertainment sous le nom de Wesley Blake. Il y a remporté une fois les championnats par équipe de la NXT avec Murphy.

## Jeunesse
Weston a un père fan de catch notamment de Dory Funk Jr. qui lui transmet cette passion. Il grandit au Texas où il fait partie de l'équipe de football américain de son lycée. Il rejoint l'université d'État du Texas où il est chargé de la préparation physique de l'équipe de football et pratique le culturisme.

## Carrière de catcheur

### Funkin' Conservatory (2011-2013)
Weston arrive en Floride pour s'entraîner auprès de Dory Funk Jr. dès le lendemain de l'obtention de son diplôme de fin d'études. Durant sa première année, il travaille aussi dans un ranch de chevaux le matin. Il y remporte son premier combat le 26 mai 2011 face à Damian Steele et devient ce soir champion d'Europe du Funkin' Conservatory (FC). Au cours de son passage, il travaille aussi dans un ranch puis comme professeur dans un lycée.

### World Wrestling Entertainment (2013-2021)

#### NXT (2013-2019)
Fin mai 2013, Weston signe un contrat avec la World Wrestling Entertainment grâce à la recommandation de Gerald Brisco.
Il rejoint la NXT, l'émission club-école de la WWE, où il garde son gimmick de cowboy mais change de nom pour celui de Wesley Blake. Le 22 janvier 2014, il perd son premier combat télévisé depuis sa signature à la WWE face à Adrian Neville.

#### NXT Tag Team Champion avec Murphy (2015)
Le 15 janvier 2015, au cours de l'enregistrement de NXT du 28 janvier, lui et Buddy Murphy arrivent à devenir champions par équipe de la NXT après avoir vaincu les Lucha Dragons (Kalisto et Sin Cara),.
Le 22 août 2015 lors de NXT Takeover Brooklyn, ils perdent les titres contre The Vaudevillains.
Le 18 mai 2016 à NXT, après avoir perdu contre Austin Aries & Shinsuke Nakamura, Blake et Alexa Bliss se séparèrent de Murphy.

#### The Forgotten Sons et licenciement (2017-2021)

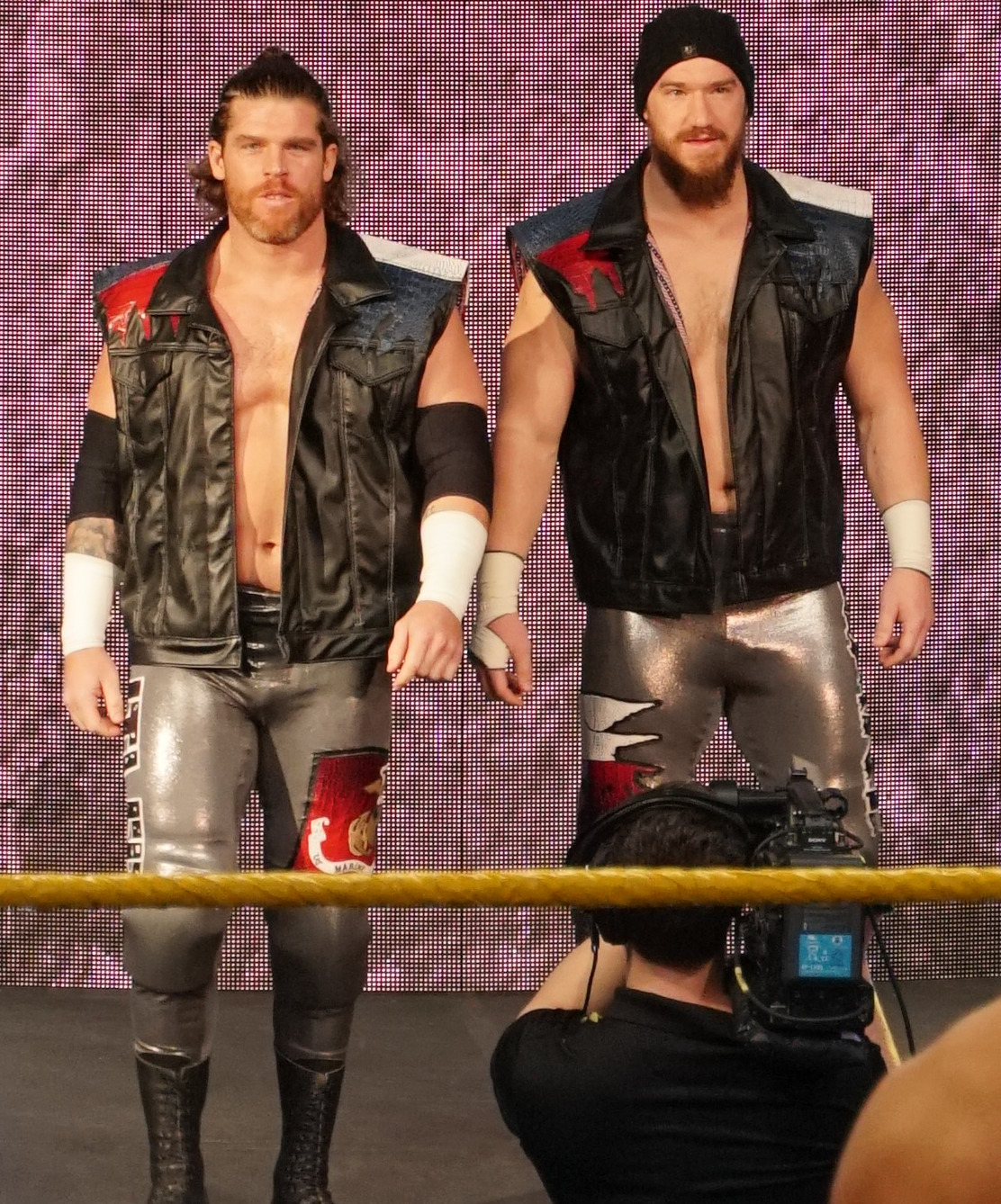
Blake (à droite) avec Steve Cutler en avril 2018

Fin 2017, Blake et Steve Cuttler formèrent une équipe en live-events de NXT qu'ils appellent The Forgotten Sons, ils seront plus tard rejoint par Jaxson Ryker.
Le 10 avril 2020, le trio effectua ses débuts à SmackDown en battant The Lucha House Party.
Le 15 avril 2021, la WWE annonce son licenciement.

### Ring of Honor (2021)
Lors de Final Battle, il fait ses débuts à la Ring of Honor avec Adam Scherr, EC3 et Fodder dans le clan  Control Your Narrative, ils attaquent Brian Johnson, Dak Draper et Eli Isom.

### The Wrestling Revolver (2022-...)
Le 16 avril 2022, il fait ses débuts à la Wrestling Revolver avec Steve Maclin en tant que Prisoners Of Society en battant The Wolves (Davey Richards et Eddie Edwards) pour remporter les PWR Tag Team Championship.

## Palmarès
- Funkin' Conservatory (FC !Bang!)
  - FC European Championship (1 fois)
  - FC Florida Championship (1 fois)
  - FC Heavyweight Championship (1 fois)

- The Wrestling Revolver
  - 1 fois PWR Tag Team Champion avec Steve Maclin (actuel)

- World Wrestling Entertainment (WWE)
  - 1 fois champion par équipe de la NXT avec Murphy[12]

## Récompenses des magazines
- Pro Wrestling Illustrated

| Année | 2015 | 2016 | 2017 | 2018 | 2019 |
| ----- | ---- | ---- | ---- | ---- | ---- |
| Rang  | 121  | 217  | 347  | 407  | 311  |